# Azmut
Azmut – wieś w Palestynie, w muhafazie Nablus. Według danych Palestyńskiego Centralnego Biura Statystycznego w 2016 roku liczyła 3216 mieszkańców.